# Batschia
Batschia là một chi thực vật có hoa trong họ Đậu.